# Dictionnaire topographique
En France, un dictionnaire topographique est un dictionnaire de noms de lieux comportant des informations à caractère historique (histoire des lieux) et linguistique (graphies anciennes des noms de lieux).

## Histoire
Le syntagme « dictionnaire topographique » remonte au dernier quart du XVIIIe siècle : on le rencontre alors dans le titre de certains ouvrages d’érudition , mais aussi de publications à vocation pratique . Le Dictionnaire topographique des environs de Paris, de l’ingénieur géographe Charles Oudiette, publié en 1807 et plusieurs fois réédité, est ainsi un ouvrage mi-statistique mi-pratique, qui indique le nom des villes, bourgs, villages et hameaux à vingt lieues à la ronde de la capitale, leur appartenance administrative, leur population, leur distance à Paris, etc.
C’est avec le projet de Dictionnaire topographique de la France du Comité des travaux historiques – aujourd’hui Comité des travaux historiques et scientifiques (CTHS) – que l’expression « dictionnaire topographique » en vient à acquérir son sens actuel. Lancé en 1859 sur proposition de l’historien Léopold Delisle, alors que la science historique commençait à se pratiquer de façon méthodique, ce projet avait pour ambition de doter les savants d’un dictionnaire géographique « de la France ancienne et moderne » qui servirait à l’étude de l’histoire et de la géographie anciennes des provinces françaises. Il s’agissait de recenser pour la France entière les noms de lieux fournis par la géographie physique, les noms des lieux habités et ceux qui se rapportent à la « géographie historique » (anciennes circonscriptions, fiefs, abbayes, vieux chemins, etc.), en indiquant pour chacun de ces lieux sa nature (ferme, hameau, moulin, etc.), sa localisation (commune d’appartenance), diverses données historiques (ressort judiciaire, ecclésiastique) et surtout les différentes graphies de son nom au cours des siècles, dûment datées et référencées. En raison de l’ampleur de la tâche, le Comité opta rapidement pour le principe d’un volume par département, le tout devant à terme – et en théorie – être unifié par un index général.
Un siècle et demi après le lancement du projet, la collection des dictionnaires topographiques édités par le CTHS compte 35 volumes, dus pour l’essentiel aux archivistes départementaux et aux membres de sociétés savantes. L’objectif initial est donc loin d’avoir été atteint ; Albert Dauzat s'en plaignait amèrement : « La publication... s'est fâcheusement ralentie, surtout depuis 1914 : alors qu'il paraissait 9 et 7 livres au cours de chacune des décades 1861-1870 et 1871-1880, le rythme s'était ralenti à 3 pour la période 1900-1910 ; maintenant (en 1944) nous en sommes à trois pour trente ans, puisque seuls le Cher, la Côte-d'Or et les Vosges ont vu le jour depuis 1914. On a accusé le manque de crédits, ce qui a été vrai pendant quelque temps. À la suite de réclamations énergiques et d'un vœu formulé par le premier Congrès international de toponymie en 1938, M. Coville, président du Comité, obtint de nouveaux crédits ; mais les publications ne s'en trouvèrent pas accélérées. »
L’entreprise avait toutefois fait des émules et suscité la publication, chez des éditeurs privés, d’un certain nombre de dictionnaires sur le modèle de ceux de la collection du CTHS, donnant en cela naissance à un genre documentaire.

## Contenu
Suivant le modèle prescrit par Léopold Delisle, les dictionnaires topographiques se composent généralement de trois parties :
- une introduction, consacrée à la géographie, notamment historique, du département ;
- le corps même du dictionnaire, composé d’articles comprenant, sous une vedette (le nom de lieu « moderne »), tout ou partie des informations suivantes : nature et localisation du lieu concerné – la localisation s’effectuant par rapport à la circonscription administrative immédiatement supérieure –, formes anciennes du nom, datées et munies de leur référence documentaire (archivistique ou bibliographique), et enfin informations historiques diverses (circonscriptions d’appartenance sous l’Ancien Régime, etc.) ;
- un index (dit « table ») des formes anciennes contenues dans les articles.

Leur nomenclature est constituée par les noms tirés de la géographie physique (reliefs, cours d’eau, forêts, etc.), par les noms de lieux habités (communes, villages, hameaux, écarts, etc.) et par les noms se rapportant à l’histoire et à la géographie historique (noms de peuples et d’anciennes circonscriptions, fiefs, abbayes, hôpitaux, vieux chemins, etc.).

### Liste des publications
“Dictionnaire topographique de la France comprenant les noms de lieu anciens et modernes”. Le nom initial était « Dictionnaire géographique de la France ancienne et moderne ». Publié sous la direction du Comité des Travaux Historiques et Scientifiques (CTHS). Paris, Imprimerie Nationale, in 4° 
- 34 départements parus en 36 volumes (1861 - 2008)
- 01 - Ain , par Edouard Philipon , 1961 . LXXXIII - 528 p.
- 02 - Aisne , par Auguste Matton , 1871 . XXXIX - 364 p.
  - Jean-Claude Malsy, Dictionnaire des noms de lieu du département de l’Aisne, Paris, 1999-2001, 3 vol.
- 05 - Hautes-Alpes , par (Joseph) Roman ,1884 . LXXI - 200 p.
- 10 - Aube , par Théophile Boutiot et Emile Socard , 1874 . LXVI, (1) f° - 230 p.
- 11 - Aude , par l’Abbé (Antoine) Sabarthès , 1912 . LXXIX - 591 p. ; Réed. P. 1980, 595 p. ?
- 14 - Calvados , par (Célestin) Hippeau , 1883 . LVI - 330 p.
- 15 - Cantal , par Émile Amé , 1897 . LIV - 630 p.
- 18 - Cher , par Hippolyte Boyer[4] et René Latouche, 1926 – xxxii - 420 p. (le plus rare).
  - joindre : Turpin (voir Onomastique Française n° 3237)
- 21 - Côte-d’Or , par Alphonse Roserot , 1924 . CXII - 516 p.
- 24 - Dordogne , par le vicomte (Alexis) de Gourgues , 1873 . LXXXVIII - 398 p.
- 26 - Drôme , par (Justin) Brun - Durand , 1891 . LXXVIII, (1) f° - 502 p.
- 27 - Eure , par le marquis [Ernest Poret] de Blosseville , 1878 . XL - 279 p.
- 28 - Eure-et-Loir , par Lucien Merlet , 1861 . XXIV - 254 p.
- 30 - Gard , par (Eugène) Germer-Durand , 1868 . XXXVI - 298 p.
- 34 - Hérault , par Eugène Thomas , 1865 . XXXII (ou XXIV ?) - 278 p.
  - Frank R. Hamlin, André Cabrol, Les noms de lieux du département de l’Hérault : Nouveau dictionnaire topographique et étymologique, Montpellier, 1983 ;
  - Rééd. : Toponymie de l’Hérault : Dictionnaire topographique et étymologique, Millau, 2000
- 43 - Haute-Loire , par Augustin Chassaing et Antoine Jacotin , 1907 . XLIII - 393 p. + (1) f° (errata) ; Paris, E. Leroux et Impr. Nat.
- 51 - Marne , par Auguste Longnon , 1891. LXXXVIII - 380 p.
- 52 - Haute-Marne , par Alphonse Roserot , 1903. LIX - 231 p.
- 53 - Mayenne , par Léon Maître , 1878 . LII - 356 p.
- 54 - Meurthe , par Henri Lepage , 1862 . XXVII - 213 p.
- 55 - Meuse , par Félix Liénard , 1872 . XLIV - 297 p.
- 56 - Morbihan , par (Louis-Théophile) Rosenzweig , 1870 . XLVIII - 317 p.
- 57 - Moselle , par (Ernest) de Bouteiller , 1874 . LV - 316 p.
- 58 - Nièvre , par Georges [Richard] de Soultrait , 1865 . XII - 246 p.
- 62 - Pas-de-Calais , par le comte A. [Auguste Menche] de Loisne , 1908 . LXXXIV (mal chif. LXXIV) - 499 p.
- 64 - Basses-Pyrénées , par Paul Raymond , 1863 . XX - 208 p.
- 68 - Haut-Rhin , par Georges Stoffel , 1868 . XXIV - 261 p.
- 71 – Saône-et-Loire , par Jean Rigault , 2008, XLII - 968 p. (22 000 noms env.)
  - Il existe un tapuscrit original en 8 vol. (1 ex. au centre toponymique du Caran).
- 72 - Sarthe , par Eugène Vallée et Robert Latouche , deux fascicules, 1950-52 . LXXXXVI - 400 et 401 /1061 p. (A - Fuie / Fuie - Z). (très développé, 48.000 noms env.)
- 76 - Seine Inférieure , par Charles [Robillard] de Beaurepaire , revu par Dom Jean Laporte, OSB., deux volumes : B.N., 1982-84 ; (3) fol., LX - 468 p. et 469 / 1188 p. – (A-G / H-Z) - carte dépliante. (25.000 noms env.)
- 77 - Seine-et-Marne , par Henry Stein et Jean Hubert , 1954 . LIV - 687 p., carte.
- 86 - Vienne , par (Louis F. X.) Rédet , 1881 . XXXVI - 526 p. ; Réed. Williamson, 1989.
- 88 - Vosges , par Paul Marichal , 1941 . CXXVIII - 553 p.
- 89 - Yonne , par Max Quantin , 1862 . XXIII - 167 p. (5 538 noms, le moins développé)

### Apports et limites
Les dictionnaires permettent avant tout aux historiens d'identifier un toponyme à partir d'une forme ancienne rencontrée dans la documentation d'archives ou, à l'inverse, de déterminer l'étymologie d'un toponyme actuel. Ils fournissent également des renseignements détaillés sur la géographie historique de chaque département, en particulier sur les circonscriptions administratives anciennes. Enfin, ils recèlent des informations précieuses pour étudier la toponymie ancienne, ainsi que de nombreux phénomènes de géographie historique (densité et date d'apparition de différents types de lieux, tels que moulins, mottes fortifiées, etc.) ou encore pour repérer d'anciens établissements industriels .
Toutefois, la structure des dictionnaires et l'absence de toute représentation cartographique empêchent une exploitation aisée de ces dernières données, une difficulté que le projet d'édition électronique en cours (voir ci-dessous) entend lever.
Par ailleurs, en dépit de l'homogénéité de leur présentation formelle, les dictionnaires topographiques présentent entre eux des disparités (ampleur, nature et exactitude des informations), dues à la rigueur variable des auteurs, à l'étendue des sources documentaires dépouillées ou disponibles à la date de réalisation de l'ouvrage, ou encore à l'inévitable évolution des intérêts et des pratiques de l'érudition sur une durée d'un siècle et demi. L'historien Michel Roblin regrette ainsi l'absence de relevé systématique des données relatives aux titulatures paroissiales .
La constatation de certaines erreurs (identifications notamment) et la mise à disposition de nouvelles sources éditées ont amené des érudits à revoir pour quelques départements le dictionnaire publié par le CTHS, et à en opérer une véritable refonte. C'est le cas des dictionnaires topographiques de l'Hérault et de l'Aisne, initialement parus en 1865 et 1871 .
Enfin, ces dictionnaires, majoritairement œuvres d'archivistes, et donc d'historiens, se sont donc attiré les critiques des linguistes, actifs notamment dans le champ de l'onomastique, qui leur reprochent, entre autres, un manque de rigueur dans la démarche d'identification des formes anciennes ou la non prise en compte du statut d'original ou de copie des documents dépouillés .

## Programme d’édition électronique
Depuis 2009, le Comité des travaux historiques et scientifiques est engagé avec d’autres institutions dans un programme d’édition électronique des dictionnaires topographiques, intégrant progressivement certains dictionnaires publiés hors de la collection de référence et, à terme, des ressources documentaires inédites. Cette édition électronique entend démultiplier les possibilités de recherche, en offrant la faculté d’interroger simultanément plusieurs dictionnaires et d’opérer des requêtes sur l’ensemble des données collectées, en s’affranchissant de l’ordre alphabétique.

## Sources
- Léopold Delisle, « Rapport fait au nom de la commission chargée d’étudier le plan d’un Dictionnaire géographique de la France ancienne et moderne », Revue des sociétés savantes de la France et de l’étranger, 2e s., t. I, 1859, p. 165-178.

- Archives de la commission chargée, au sein du CTHS, de la publication du Dictionnaire, Archives nationales (site de Pierrefitte), F17 3298 à 3304.